# 분산 알고리즘
분산 알고리즘(distributed algorithm)은 상호 연결된 프로세서로 구성된 컴퓨터 하드웨어에서 실행되도록 설계된 알고리즘이다. 분산 알고리즘은 전기 통신, 계산컴퓨팅, 분산 정보 처리, 실시간 공정관리 등 각기 다른 분산 컴퓨팅 부문에 사용된다. 분산 알고리즘이 적용된 문제들은 리더 선출, 합의, 분산 검색 신장 트리 생성, 상호 배제, 자원 할당 등이다.